# 阿尔卡莫
阿尔卡莫是意大利西西里大区特拉帕尼省的一个市镇。位於西西里島内陸，面積130平方公里，人口45985人（2010年）。